# 単体的ホモロジー
代数位相幾何学において、単体ホモロジーとはある単体的複体のホモロジー群の系列のことである。これは、複体の特定の次元の穴の数の概念を形式化する。これにより、連結成分の数（次元0の場合がいわゆる連結成分の数）が一般化される。
単体的ホモロジーは、n-単体を構成要素として位相空間を研究する方法として生じた。n-単体とは三角形のn-次元アナログであり、点（0-単体）、線分（1-単体）、三角形（2-単体）、および四面体（3-単体）が含まれる。定義上、そのような空間は単体的複体に位相同型である（より正確には、集合の族に対応する抽象的単体的複体の幾何学的実現に位相同型である)。このような同相写像は、与えられた空間の三角化と呼ばれる。すべての滑らかな多様体を含む、対象として興味深い多くの位相空間は三角化可能である(Cairns and Whitehead).:sec.5.3.2。
任意の抽象的単体的複体に対して、その単体的ホモロジーは、単純な計算方法によって定義される。単体的ホモロジーが関連する位相空間にのみ依存して定まることは注目に値する事実である。  :sec.8.6この事実のお蔭で、あるスペースと別のスペースとを区別するための計算可能な方法が得られる。

## 定義

左は2-単体(三角形)の境界のそのさらに境界を取る様子。右は1-チェーン(３つの1-単体(線分)の集まり)の境界を取る様子。左右ともに、最終的に0となる。0-単体(点)の正と負の両方が1回ずつ生じており、それらの合計は0である。ちなみに、境界の境界を取るとその結果は必ず0である。自明でないサイクルは閉じる。その閉じる様子は、単体の境界と似ている。しかしながら、サイクルの境界は0となり、サイクル自体は、単体の境界でも、単体的複体から得られるチェーンでもない。実際、自明な1-サイクルは で0に等しいが、図の右中央の1-サイクルは、図の左の2-単体の境界に見られる和と相同である。

### 向き
単体的ホモロジーを定義する際の重要な概念は、単体の向きの概念である。定義により、 k-単体の向きは、単体の頂点にある順序を定め、(v0,...,vk)として書くこととし、頂点の順列を２通りに分けることで定める。2つの頂点順序は、偶置換で入れ替わるなら同じ向き、奇置換ならば異なる向きとして２分する。したがって、すべての単体にはちょうど2つの向きがあり、2つの頂点の順序を入れ替えると、単体の向きが反転する。たとえば、1-単体の向きを選択することは、線分(1-単体)が持ちうる2つの向きのいずれかを選択することを意味し、2-単体の向きを選択することは、「反時計回り」が三角形をどちら向きに回ることに相当するかを決めることを意味する。

### チェーン
Sを単体的複体とする。Sの単体的k-チェーンは有限な形式和
{\displaystyle \sum _{i=1}^{N}c_{i}\sigma _{i},\,}
のことである。ただし、各ciは整数であり、σi指は向きつけられたk-単体である。この定義により、向きつけられた単体は、反対向きの単体の反対方向の単体の反数(負数)に等しいと言える。例えば、
{\displaystyle (v_{0},v_{1})=-(v_{1},v_{0}).}
Sのk-チェーンの群をCkと書く。Ckは自由アーベル群であり、この自由アーベル群は基底は、Sに含まれるk-単体の集合と1対1対応する。この基底を明示的に定義するには、Sの各単体の向きを選べばよい。この向き選びの標準的な方法の1つは、まず、すべての頂点の順序を1つ選ぶ。その後、各単体の向きは、その単体の頂点の順序を全頂点の順序に揃えることとし、それにより、各単体の向きを決める。

### 境界とサイクル
σ = (v0,...,vk)を向き付けられたk-単体とし、自由アーベル群C kと基底の１つとみなす。境界演算子
{\displaystyle \partial _{k}:C_{k}\rightarrow C_{k-1}}
は次のように定義される準同型である。
{\displaystyle \partial _{k}(\sigma )=\sum _{i=0}^{k}(-1)^{i}(v_{0},\dots ,{\widehat {v_{i}}},\dots ,v_{k}),}
ここで、向き付けられた単体
{\displaystyle (v_{0},\dots ,{\widehat {v_{i}}},\dots ,v_{k})}
はσのi番目の面であり、σからそのi番目の頂点を削除することによって得られる。
C kの亜群の要素
{\displaystyle Z_{k}:=\ker \partial _{k}}
は、サイクルと呼ばれ、亜群
{\displaystyle B_{k}:=\operatorname {im} \partial _{k+1}}
は境界で構成されていると言われる。

### 境界の境界
直接、計算することで∂2 = 0を示すことができる。幾何学的に言えば、これは何かの境界には境界がないことを意味する。これはアーベル群
{\displaystyle (C_{k},\partial _{k})}
が鎖複体を形成すると言うのと同じことであり、また、別の言い方をして、B kはZ kの中に含まれるとも表現できる。
例を挙げる。四面体を考え、その頂点にw,x,y,zという順序を与える。定義上、その境界はxyz-wyz + wxz-wxyで与えられる。境界の境界は次の式で与えられ、（yz-xz + xy）-（yz-wz + wy）+（xz-wz + wx）-（xy-wy + wx）実際に計算すると０になる(（yz-xz + xy）-（yz-wz + wy）+（xz-wz + wx）-（xy-wy + wx）=0)。

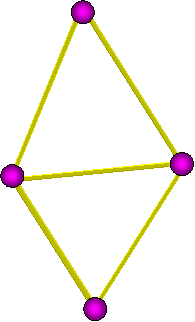
2個の1-穴を持つ単体的複体

### ホモロジー群
Sのk次ホモロジー群Hkをアーベル群の商群(剰余群)として定義する。
{\displaystyle H_{k}(S)=Z_{k}/B_{k}\,.}
したがって、ホモロジー群Hk(S)が0にならないのは、境界ではないk-サイクルがS上にある場合に限ることとなる。境界ではないk-サイクルは、k次元の穴に相当するので、ある意味で、単体的複体にk次元の穴の存在を意味する。たとえば、図に示されているように、内部のない２つの三角形が１辺で張り合わさっている単体的複体Sについて考える。各三角形のエッジは、サイクルを形成するように方向付けることができる。この単体的複体の作り方から言って、これらの2つのサイクルは境界ではない（すべての2チェーンがゼロであるため）。ホモロジー群H1(S)は、前記2サイクルを基底とするZ2と準同型であることを計算することができる。これにより、Sには2つの「1次元の穴」があるという曖昧な考えを数学的に正確に述べることができる。
穴の次元はさまざまである。 k次ホモロジー群のランクは
{\displaystyle \beta _{k}=\operatorname {rank} (H_{k}(S))\,}
という数であり、Sのk次ベッチ数と呼ばれる。これによりSのk次元の穴の数の測ることができるようになる。

## 実装
- パーシステントホモロジーを計算するためのMATLABツールボックス, Plex（Vin de Silva 、 Gunnar Carlsson ）は、このサイトで入手できる。
- C ++のスタンドアロン実装はPerseusおよびDionysusソフトウェアプロジェクトの一部として利用できる。

## 参照
- Simplicial homotopy